# Norrishite
La norrishite è un minerale appartenente al gruppo delle miche.